# Lost Highway Tour
Lost Highway Tour – światowa trasa koncertowa zespołu Bon Jovi, która odbyła się na przełomie 2007 i 2008 roku. W 2007 roku obejmowała 22 koncerty w Ameryce Północnej. W 2008 roku zespół dał 6 koncertów w Azji,
5 w Oceanii, 42 w Ameryce Północnej i 22 w Europie.

## Program koncertów
1. „Lost Highway”
2. „Born to Be My Baby”
3. „You Give Love a Bad Name”
4. „Summertime”
5. „Raise Your Hands”
6. „I Love This Town”
7. „I’ll Sleep When I’m Dead”
8. „Living in Sin"/"Chapel of Love”
9. „Whole Lot of Leavin’”
10. „In These Arms”
11. „Any Other Day”
12. „We Got it Going On”
13. „It’s My Life”
14. „Keep the Faith”
15. „I’ll be There for You” (Richie Sambora w chórkach)
16. „(You Want To) Make a Memory”
17. „Blood on Blood”
18. „Someday I’ll be Saturday Night”
19. „Have a Nice Day”
20. „Who Says You Can’t Go Home”
21. „Bad Medicine"

Bisy:
1. „Runaway”
2. „Wanted Dead or Alive”
3. „Livin’on a Prayer"

## Koncerty w 2007
Ameryka Północna
1. 25 października 2007 – Newark, New Jersey, USA – Prudential Center
2. 26 października 2007 – Newark, New Jersey, USA – Prudential Center
3. 28 października 2007 – Newark, New Jersey, USA – Prudential Center
4. 30 października 2007 – Newark, New Jersey, USA – Prudential Center
5. 1 listopada 2007 – Newark, New Jersey, USA – Prudential Center
6. 3 listopada 2007 – Newark, New Jersey, USA – Prudential Center
7. 4 listopada 2007 – Newark, New Jersey, USA – Prudential Center
8. 7 listopada 2007 – Newark, New Jersey, USA – Prudential Center
9. 9 listopada 2007 – Newark, New Jersey, USA – Prudential Center
10. 10 listopada 2007 – Newark, New Jersey, USA – Prudential Center
11. 14 listopada 2007 – Montreal, Kanada – Bell Centre
12. 15 listopada 2007 – Montreal, Kanada – Bell Centre
13. 17 listopada 2007 – Ottawa, Kanada – Scotiabank Place
14. 19 listopada 2007 – London, Kanada – John Labatt Centre
15. 6 grudnia 2007 – Toronto, Kanada – Air Canada Centre
16. 7 grudnia 2007 – Toronto, Kanada – Air Canada Centre
17. 9 grudnia 2007 – Winnipeg, Kanada – MTS Centre
18. 10 grudnia 2007 – Saskatoon, Kanada – Credit Union Centre
19. 12 grudnia 2007 – Edmonton, Kanada – Rexall Place
20. 13 grudnia 2007 – Calgary, Kanada – Pengrowth Saddledome
21. 15 grudnia 2007 – Vancouver, Kanada – General Motors Place
22. 16 grudnia 2007 – Vancouver, Kanada – General Motors Place

## Koncerty w 2008
Azja – część 1
1. 11 stycznia 2008 – Nagoja, Japonia – Nagoya Dome
2. 13 stycznia 2008 – Tokio, Japonia – Tokyo Dome
3. 14 stycznia 2008 – Tokio, Japonia – Tokyo Dome
4. 16 stycznia 2008 – Osaka, Japonia – Osaka Dome

Oceania
1. 19 stycznia 2008 – Melbourne, Australia – Sidney Music Myer Bowl
2. 21 stycznia 2008 – Sydney, Australia – Acer Arena
3. 22 stycznia 2008 – Sydney, Australia – Acer Arena
4. 25 stycznia 2008 – Perth, Australia – Subiaco Oval
5. 28 stycznia 2008 – Christchurch, Nowa Zelandia – AMI Stadium

Ameryka Północna – część 1
1. 18 lutego 2008 – Omaha, Nebraska, USA – Qwest Center
2. 20 lutego 2008 – Auburn Hills, Michigan, USA – The Palace of Auburn Hills
3. 21 lutego 2008 – Milwaukee, Wisconsin, USA – Bradley Center
4. 23 lutego 2008 – Chicago, Illinois, USA – United Center
5. 24 lutego 2008 – Chicago, Illinois, USA – United Center
6. 26 lutego 2008 – Chicago, Illinois, USA – United Center
7. 28 lutego 2008 – Waszyngton, USA – Verizon Center
8. 2 marca 2008 – Filadelfia, Pensylwania, USA – Wachovia Center
9. 3 marca 2008 – Filadelfia, Pensylwania, USA – Wachovia Center
10. 5 marca 2008 – Pittsburgh, Pensylwania, USA – Mellon Arena
11. 7 marca 2008 – Uncasville, Connecticut, USA – Mohegan Sun Arena
12. 8 marca 2008 – Uncasville, Connecticut, USA – Mohegan Sun Arena
13. 10 marca 2008 – Toronto, Kanada – Air Canada Centre
14. 12 marca 2008 – Toronto, Kanada – Air Canada Centre
15. 13 marca 2008 – Toronto, Kanada – Air Canada Centre
16. 15 marca 2008 – Pittsburgh, Pensylwania, USA – Mellon Arena
17. 16 marca 2008 – Greensboro, Karolina Północna, USA – Greensboro Coliseum
18. 18 marca 2008 – Saint Paul, Minnesota, USA – Xcel Energy Center
19. 19 marca 2008 – St. Paul, Minnesota, USA – Xcel Energy Center
20. 31 marca 2008 – Denver, Kolorado, USA – Pepsi Center
21. 2 kwietnia 2008 – San Jose, Kalifornia, USA – HP Pavillion at San Jose
22. 4 kwietnia 2008 – Anaheim, Kalifornia, USA – Honda Center
23. 5 kwietnia 2008 – Anaheim, Kalifornia, USA – Honda Center
24. 8 kwietnia 2008 – San José, Kalifornia, USA – HP Pavillion at San Jose
25. 9 kwietnia 2008 – Los Angeles, Kalifornia, USA – Staples Center
26. 11 kwietnia 2008 – Glendale, Arizona, USA – Jobing.com Arena
27. 12 kwietnia 2008 – Las Vegas, Nevada, USA – MGM Grand Garden Arena
28. 14 kwietnia 2008 – Dallas, Teksas, USA – American Airlines Center
29. 15 kwietnia 2008 – Oklahoma City, Oklahoma, USA – Ford Center
30. 17 kwietnia 2008 – Kansas City, Kansas, USA – Sprint Center
31. 19 kwietnia 2008 – Fargo, Dakota Północna, USA – Fargodome
32. 20 kwietnia 2008 – Des Moines, Iowa, USA – Wells Fargo Arena
33. 22 kwietnia 2008 – Kansas City, Kansas, USA – Sprint Center
34. 24 kwietnia 2008 – Nashville, Tennessee, USA – Sommet Center
35. 26 kwietnia 2008 – Sunrise, Floryda, USA – BankAtlantic Center
36. 27 kwietnia 2008 – Tampa, Floryda, USA – St. Pete Times Forum
37. 30 kwietnia 2008 – Atlanta, Georgia, USA – Philips Arena
38. 1 maja 2008 – Atlanta, Georgia, USA – Philips Arena

Azja – część 2
1. 20 maja 2008 – Abu Zabi, ZEA – Emirates Palace

Europa
1. 22 maja 2008 – Gelsenkirchen, Niemcy – Veltins-Arena
2. 24 maja 2008 – Monachium, Niemcy – Olympiastadion
3. 25 maja 2008 – Lipsk, Niemcy – Zentralstadion
4. 28 maja 2008 – Hamburg, Niemcy – HSH Nordbank Arena
5. 29 maja 2008 – Stuttgart, Niemcy – Gottlieb-Daimler-Stadion
6. 31 maja 2008 – Lizbona, Portugalia – Rock in Rio Lisboa
7. 1 czerwca 2008 – Barcelona, Hiszpania – Estadi Olímpic Lluís Companys
8. 3 czerwca 2008 – Frankfurt, Niemcy – Commerzbank-Arena
9. 4 czerwca 2008 – Ebreichsdorf, Austria – Magna Racino
10. 7 czerwca 2008 – Kildare, Irlandia – Punchestown Racecourse
11. 11 czerwca 2008 – Southampton, Anglia – St Mary’s Stadium
12. 13 czerwca 2008 – Amsterdam, Holandia – Amsterdam Arena
13. 14 czerwca 2008 – Bruksela, Belgia – Stadion Króla Baudouina I
14. 16 czerwca 2008 – Helsinki, Finlandia – Olympiastadion
15. 18 czerwca 2008 – Oslo, Norwegia – Ullevaal Stadion
16. 19 czerwca 2008 – Auning, Dania – Gammel Estrup
17. 21 czerwca 2008 – Glasgow, Szkocja – Hampden Park
18. 22 czerwca 2008 – Manchester, Anglia – City of Manchester Stadium
19. 24 czerwca 2008 – Coventry, Anglia – Ricoh Arena
20. 25 czerwca 2008 – Bristol, Anglia – Ashton Gate
21. 27 czerwca 2008 – Londyn, Anglia – Twickenham Stadium
22. 28 czerwca 2008 – Londyn, Anglia – Twickenham Stadium

Ameryka Północna – część 2
1. 6 lipca 2008 – Sarnia, Kanada – Sarnia Bayfest
2. 7 lipca 2008 – Auburn Hills, Michigan – Auburn Hills of Michigan
3. 9 lipca 2008 – Boston, Massachusetts, USA – TD Banknorth Garden
4. 10 lipca 2008 – Boston, Massachusetts, USA – TD Banknorth Garden
5. 12 lipca 2008 – Nowy Jork, USA – Madison Square Garden
6. 14 lipca 2008 – New York City, Nowy Jork, USA – Madison Square Garden
7. 15 lipca 2008 – New York City, Nowy Jork, USA – Madison Square Garden

## Muzycy
- Jon Bon Jovi – wokal prowadzący, chórki
- Richie Sambora – gitara prowadząca, chórki, mowa
- Hugh McDonalds – gitara basowa, chórki
- Tico Torres – perkusja, instrumenty perkusyjne
- David Bryan – keyboardy, chórki

## Muzycy dodatkowi
- Bobby Bandiera – gitara rytmiczna, chórki
- Lorrenza Ponce – skrzypce, viola, chórki
- Kurt Johnston – elektryczna gitara hawajska, chórki

## Artyści supportujący Bon Jovi
W Prudential Center w New Jersey Bon Jovi supportowały zespoły: My Chemical Romance, Big & Rich, Gretchen Wilson, Daughtry i The All-American Rejects. W kanadyjskiej części trasy koncerty Bon Jovi otwierał zespół Hedley.
W drugiej części amerykańskiego tournée Bon Jovi supportował zespół Daughtry. Podczas letnich koncertów w Anglii Bon Jovi supportował zespół The Feeling; podczas pierwszej nocy w Twickenham Bon Jovi supportował Biffy Clyro. W Irlandii Bon Jovi supportowały zespoły: Kid Rock, Razorlight i DC Tempest. W Bristolu Bon Jovi supportował zespół Switchblade. W Australii supportowały zespoły: Frount Counter (w Melbourne), OohLaLa (w Sydney), i The Violet Flames (w Perth). W Nowej Zelandii Bon Jovi supportował zespół The Valves.

## Dochody z trasy
Pierwsze 22 koncerty amerykańskiej trasy przyniosły grupie dochód w wysokości 41,4 miliona dolarów, co uplasowało trasę na 11. miejscu najbardziej dochodowych tras koncertowych w 2007 roku. Druga część amerykańskiej trasy, obejmująca 38 koncertów przyniosła dochód w wysokości 56.300 milionów dolarów. Trzecia część trasy przyciągnęła 966.000 widzów. Czwarta część amerykańskiej trasy, obejmująca 22 koncerty, przyciągnęła 1.000.000 widzów. Łącznie pierwsza, druga i trzecia część trasy dała grupie dochód w wysokości 129 milionów dolarów plus 16,4 miliona dolarów za koncert w Newark plus 112,4 miliona dolarów za pozostałe koncerty.
Trasa była najbardziej dochodową trasą w rankingu Billboard w 2008 r. Łącznie zespół na trasie zarobił 210 650 974 dolary. Sprzedano łącznie 2 157 657 biletów. Pollstar umieścił trasę na piątym miejscu najbardziej dochodowych tras w 2008 r. i przyznał jej dochód brutto w wysokości 70 400 000 dolarów.

## Tabela dochodów
| Miejsce koncertu          | Miasto        | Sprzedaż biletów/Dostępne | Dochody       |
| ------------------------- | ------------- | ------------------------- | ------------- |
| Prudential Center         | Newark        | 138 322/140 000 (99%)     | 16 379 070 $  |
| Bell Centre               | Montreal      | 31 525/31 525 (100%)      | 3 246 160 $   |
| GM Place                  | Vancouver     | 31 143/31 143 (100%)      | 2 963 969 $   |
| John Labatt Centre        | Londyn        | 9 762/9 762 (100%)        | $1 173 749    |
| Nagoya Dome               | Nagoja        | 12 113/12 133 (100%)      | $1 061 623    |
| Tokyo Dome                | Tokio         | 60 549/60 549 (100%)      | $5 272 912    |
| Kyocera Dome              | Osaka         | 23 426/23 426 (100%)      | $2 052 026    |
| Music Bowl                | Melbourne     | 13 147/13 147 (100%)      | $1 829 807    |
| Subiaco Oval              | Perth         | 28 790/28 790 (100%)      | $3 300 500    |
| AMI Stadium               | Christchurch  | 29 526/33 271 (89%)       | $3 465 730    |
| Hammerstein Ballroom      | Nowy Jork     | 2 136/2 136 (100%)        | $735 670      |
| Qwest Center              | Omaha         | 16 977/16 977 (100%)      | $1 271 660    |
| Bradley Center            | Milwaukee     | 17 076/17 076 (100%)      | $1 352 436    |
| United Center             | Chicago       | 54 818/54 818 (100%)      | $4 893 109    |
| Hammerstein Ballroom      | Nowy Jork     | 2 136/2 136 (100%)        | $735 670      |
| Qwest Center              | Omaha         | 16 977/16 977 (100%)      | $1 271 660    |
| Bradley Center            | Milwaukee     | 17 076/17 076 (100%)      | $1 352 436    |
| United Center             | Chicago       | 54 818/54 818 (100%)      | $4 893 109    |
| Verizon Center            | Waszyngton    | 18 255/18 255 (100%)      | $1 674 063    |
| Wachovia Center           | Filadelfia    | 37 440/37 440 (100%)      | $3 253 717    |
| Mohegan Sun Arena         | Uncasville    | 18 791/18 791 (100%)      | $2 349 159    |
| Air Canada Centre         | Toronto       | 56 011/56 011 (100%)      | $5 614 674    |
| Mellon Arena              | Pittsburgh    | 30 475/30 475 (100%)      | $2 529 530    |
| Greensboro Coliseum       | Greensboro    | 22 115/22 115 (100%)      | $1 295 963    |
| Xcel Energy Center        | St. Paul      | 32 733/32 733 (100%)      | $2 987 235    |
| Pepsi Center              | Denver        | 16 738/16 738 (100%)      | $1 386 228    |
| HP Pavillion              | San José      | 28 343/28 343 (100%)      | $2 358 420    |
| MGM Grand Garden          | Las Vegas     | 15 063/15 063 (100%)      | $2 230 573    |
| Staples Center            | Los Angeles   | 16 205/16 205 (100%)      | $1 515 282    |
| Jobing com.Arena          | Glendale      | 16 852/16 852 (100%)      | $1 537 464    |
| American Airlines Center  | Dallas        | 17 076/17 076 (100%)      | $1 537 464    |
| Ford Center               | Oklahoma City | 15 811/15 811 (100%)      | $1 152 442    |
| Fargodome                 | Fargo         | 25 065/25 065 (100%)      | $1 575 979    |
| Wells Fargo Arena         | Des Moines    | 15 277/15 277 (100%)      | $1 173 472    |
| Sommet Center             | Nashville     | 16 420/16 420 (100%)      | $1 502 217    |
| BankAtlantic Center       | Ft. Lauerdale | 18,307/18 307 (100%)      | $1 554 550    |
| Honda Center              | Anaheim       | 32 131/32 131 (100%)      | $2 456 470    |
| St. Pete Times Forum      | Tampa         | 18 061/18 061 (100%)      | $1 501 956    |
| Phillips Arena            | Atlanta       | 32 964/32 964 (100%)      | $2 851 856    |
| Emirates Palace           | Abu Dhabi     | 15 291/15 291 (100%)      | $1 714 313    |
| Veltins Arena             | Gelsenkirchen | 38 918/38 918 (100%)      | $3 350 126    |
| Olympiastadion            | Monachium     | 70 473/70 473 (100%)      | $6 089 353    |
| Zentralstadion            | Lipsk         | 34 084/34 084 (100%)      | $6 089 353    |
| HSH Nordbank Arena        | Hamburg       | 28 947/28 947 (100%)      | $2 392 643    |
| Gottlieb-Daimler-Stadion  | Stuttgart     | 36 768/36 768 (100%)      | $2 952 905    |
| Rock In Rio               | Lizbona       | 48 831/48 831 (100%)      | $3 993 759    |
| Estadi Olímpic            | Barcelona     | 46 255/46 255 (100%)      | $4 046 421    |
| Commerzbank Arena         | Frankfurt     | 37 187/37 187 (100%)      | $2 985 360    |
| Ebreichsdorf              | Magna Racino  | 47 598/47 598 (100%)      | $4 729 571    |
| Punchestown Racecourse    | Dublin        | 46 171/46 171 (100%)      | $4 729 571    |
| St Mary Stadium           | Southampton   | 30 284/30 284 (100%)      | $4 729 571    |
| Amsterdam Arena           | Amsterdam     | 34 512/34 512 (100%)      | $2 817 625    |
| Stadion Króla Baudouina I | Bruksela      | 31 041/31 041 (100%)      | $2 517 796    |
| Olympiastadion            | Helsinki      | 44 376/44 376 (100%)      | $4 594 027    |
| Valle Hovin               | Oslo          | 30 612/30 612 (100%)      | $3 339 884    |
| Gammel Estup              | Auning        | 28 657/28 657 (100%)      | $3 023 070    |
| Hampden Park              | Glasgow       | 39 756/39 756 (100%)      | $3 564 277    |
| City of Man' Stadium      | Manchester    | 57 235/57 235 (100%)      | $4 607 410    |
| Ricoh Arena               | Coventry      | 31 295/31 295 (100%)      | $2 874 196    |
| Ashton Gate Stadium       | Bristol       | 23 431/23 431 (100%)      | $2 517 796    |
| Twickenham Stadium        | Londyn        | 92 852/92 852 (100%)      | $8 916 065    |
| Marcus Amphitheatre       | Milwaukee     | 22 823/22 823 (100%)      | $1 270 885    |
| Centtenial Park           | Sarnia        | 15 443/15 443 (100%)      | $1 369 622    |
| Palace of Auburn Hills    | Detroit       | 16 036/16 036 (100%)      | $1 314 545    |
| Pengrowth Saddledome      | Calgary       | 13 937/13 937 (100%)      | $1 314 545    |
| TD Banknorth Garden       | Boston        | 30 141/30 141 (100%)      | $2 585 289    |
| Madison Square Garden     | Nowy Jork     | 36 536/36 536 (100%)      | $4 079 017    |
| Cheyenne Frontier Days    | Cheyenne      | 18 102/18 102 (100%)      | $1 085 508    |
| Mandalay Bay E. Center    | Las Vegas     | 9 636/9 636 (100%)        | $1 910 002    |
|                           | RAZEM         | 2 026 671/2 032 094 (99%) | 189 106 454 $ |